# أندريه بنزيمرا
أندريه بنزيمرا، وُلد في 17 يوليو 1931 بوهران، في الجزائر. وهو فيلسوف ومن كُتاب الرواية البوليسية.